# تندرددان
تُندَردَدان (نام علمی: Brontotheriidae) نام یک تیره از راسته تک‌سم‌سانان است.